# Neochelonia sulfurea
Neochelonia sulfurea är en fjärilsart som beskrevs av Max Wilhelm Karl Draudt 1932. Neochelonia sulfurea ingår i släktet Neochelonia och familjen björnspinnare. Inga underarter finns listade i Catalogue of Life.